# 盧帕克鄉
盧帕克鄉（羅馬尼亞語：Comuna Lupac, Caraș-Severin），是羅馬尼亞的鄉份，位於該國西南部，由卡拉什-塞維林縣負責管轄，面積66平方公里，海拔高度208米，2007年人口2,975，人口密度每平方公里45人。